# Pegvisomanto
O pegvisomanto é um antagonista de receptores do hormônio de crescimento (GH). Aprovado como terapia para acromegalia.
Sua estrura é semelhante ao GH aberrante B2036. Sua ação se dá através da sua ligação ao receptor de GH, possibilitando sua dimerização, mas impossibilitando alterações conformacionais que geram a cascata intracelular do receptor.